# Blességué
Blességué est une ville située au nord de la Côte d'Ivoire, et appartenant au département de Kouto, dans le district des Savanes. La localité de Blességué est un chef-lieu de commune et de sous-préfecture . Elle se situe à mi-chemin entre Kouto et Tingréla.

## Géographie
Blességué est sur l'axe routier A5 : au Sud se trouvent Womon puis Zaguinasso ; au Nord, se trouvent Bologna, San puis Tingréla.